# Le Petit Dinosaure : Voyage au pays des brumes
Pour les articles homonymes, voir Le Petit Dinosaure.
Série
La Source miraculeuse
(1995) L'Île mystérieuse
(1997)
Pour plus de détails, voir Fiche technique et Distribution.
Le Petit Dinosaure 4 : Voyage au pays des brumes ou Petit Pied, le dinosaure 4 : La plus grande aventure au Québec (The Land Before Time IV: Journey Through the Mists) est un film d'animation américain réalisé par Roy Allen Smith et sorti directement en vidéo en 1996. C'est le quatrième film de la saga Le Petit Dinosaure.

## Synopsis
Petit-Pied et ses amis vivent toujours dans la Grande Vallée, aux côtés de leurs familles, mais le grand-père de Petit-Pied tombe gravement malade au moment où un groupe de Longs-Cous nomades traverse la Grande Vallée. Petit-Pied et sa grand-mère sont très inquiets. La vénérable Long-Cou leur explique que le grand-père de Petit-Pied ne pourra survivre que s'il arrive à manger les pétales d'or de la Fleur de la Nuit qui se trouve dans le Pays des Brumes, un endroit dangereux où les Longs Cous ne sont pas très appréciés. 
Malheureusement, personne ne veut conduire la grand-mère de Petit-Pied au Pays des Brumes, et le grand-père, couché par terre, explique à Petit-Pied qu'il est encore très jeune et que sa grand-mère n'est plus aussi résistante qu'avant. Il fait promettre à Petit-Pied que s'il devait lui arriver quelque chose, Petit Pied et sa grand-mère devraient alors partir avec les Longs Cous nomades. La nuit venue, Petit-Pied part voir son amie Alie, une jeune Long Cou nomade, qui vient du Pays des Brumes et tous deux partent dans la nuit. Le lendemain Céra, Pétrie, Becky et Pointu se moquent de Ali car ils croient que Petit-Pied a préféré aller jouer avec elle que de rester avec eux jusqu'à ce qu'ils entendent la grand-mère de Petit-Pied l'appeler. Malgré le fait qu'ils aient promis de ne pas partir, Céra et les autres partent à la recherche de Petit-Pied. Tous ensemble, ils finissent par retrouver les fameuses Fleurs de la Nuit. En rentrant à la Grande Vallée, ils sont poursuivis par un Ventre-à-terre (un crocodile) et un Bec Tranchant (un oiseau carnivore) qui se chamaillent tout le temps alors qu'ils ont besoin l'un de l'autre pour chasser, ce qui ne les rend pas très efficaces. Les petits dinosaures réussissent à rentrer chez eux. Là, Petit-Pied, accompagné de ses amis, retrouve ses grands-parents. Ils donnent les fleurs à la grand-mère de Petit-Pied qui les fait manger au grand-père. Le grand-père finit par guérir et ainsi Petit-Pied et sa grand-mère ne partent pas avec les nomades. Ils peuvent ainsi rester avec le grand-père qui les protègera. Petit-Pied, en restant dans la Grande Vallée, peut rester avec ses amis de toujours alors que leur amie Ali est quant à elle repartie avec les nomades. Ils ne l'oublieront jamais et espèrent tous la revoir un jour. En ce qui les concerne, eux, ils peuvent rester dans la Grande Vallée et jouer librement près de leurs familles.

## Fiche technique
- Titre original : The Land Before Time IV: Journey Through the Mists
- Titre français : Le Petit Dinosaure 4 : Voyage au pays des brumes
- Titre québécois : Petit-Pied, le dinosaure 4 : La Plus Grande Aventure
- Réalisation : Roy Allen Smith
- Scénario : John Loy, John Ludin et Dev Ross
- Production : Roy Allen Smith et Zahra Dowlatabadi
- Animation : Nelson Shin
- Sociétés de production : MCA Home Entertainment et Universal Cartoon Studios
- Pays d'origine : États-Unis
- Format : Couleurs - 1,33:1 - Dolby Digital
- Genre : Animation
- Dates de sortie :  États-Unis : 10 décembre 1996 ;  France : 6 mars 1997
- Durée : 74 minutes
- Adaptation française : Sylvie Caurier[1]
- Direction musicale : Claude Lombard

## Distribution

### Voix originales
- Scott McAfee : Petit-Pied
- Candace Hutson : Cera
- Heather Hogan : Becky
- Jeff Bennett : Petrie / Riquiqui
- Rob Paulsen : Pointu
- Juliana Hansen : Ali
- Tress MacNeille : Dil / la mère d'Ali
- Kenneth Mars :  Grand-Père
- Linda Gary : Grand-Mère
- Carol Bruce : la vénérable Long-Cou
- Charles Durning : Archie
- Frank Welker : Tickles
- John Ingle : Narrateur

### Voix françaises
- Donald Reignoux : Petit-Pied
- Jennifer Oliver : Céra
- Charlyne Pestel : Becky
- Roger Carel : Pétrie
- Adeline Chetail : Ali
- Gérard Rinaldi : Riquiqui
- Sophie Vaud : Dil
- Jacques Ciron : Grand-père
- Maïk Darah : Grand-mère
- Danièle Hazan : la vénérable Long-Cou
- Bertrand Beautheac : Archie
- Perrette Pradier : la mère d'Ali
- Saïd Amadis : le narrateur